# Chernígivka
Chernígivka (en ucraniano: Чернігівка, romanizado: Cherníhivka; en ruso: Черниговка, romanizado: Chernígovka) es un pueblo ucraniano perteneciente al óblast de Zaporiyia. Situado en el sur del país, forma parte del raión de Berdiansk y centro del municipio (hromada) de Chernígivka.
El asentamiento está ocupado por Rusia desde marzo de 2022 en el marco de la invasión rusa de Ucrania de 2022.

## Geografía
Chernígivka está situada a orillas del río Tokmak, a medio camino entre las ciudades de Zaporiyia y Berdiansk, en el territorio geográfico conocido como meseta de Azov. El asentamiento está 150 km al sureste de Zaporiyia.

## Historia
Chernígivka fue fundada en 1783 por aldeanos de la gobernación de Chernígov que vivían en el territorio del actual raión de Romny del óblast de Sumy.
En 1923 el pueblo se convirtió en el centro del raión de Chernígivka y la empresa agraria Zorya jugó un papel importante en el raión. Durante la época soviética, la empresa se llamaba Zarya Kommunizma (el amanecer del comunismo).
El 7 de octubre de 1941, tropas de la Wehrmacht ocuparon el lugar dentro de la Segunda Guerra Mundial (el número de prisioneros, según datos alemanes, ascendía a unos 65 mil soldados y oficiales), el cual fue liberado por el Ejército Rojo el 18 de septiembre de 1943.
En 1957, Chernígivka recibió el estatus de asentamiento de tipo urbano. En 1980 se organizó aquí un museo regional.
Hasta el 18 de julio de 2020, Chernígivka fue centro del raión de Chernígivka. El raión fue abolido en julio de 2020 como parte de la reforma administrativa de Ucrania, que redujo el número de raiones del óblast de Zaporiyia a cinco. El territorio del raión de Chernígivka se fusionó con el raión de Berdiansk.En 2023, Chernígivka perdió el estatus de asentamiento de tipo urbano en la legislación ucraniana debido a la eliminación de este estatus administrativo.
Poco después del comienzo de la invasión rusa de Ucrania en el invierno de 2022, los rusos ocuparon la aldea. Pero a fines de julio, luego de los ataques de las Fuerzas Armadas ucranianas en la noche del 29 de julio en los lugares de despliegue de los ocupantes cerca de Verjni Tokmak y Chernígivka, el ejército ruso decidió trasladar personal y equipo a otra posición.

## Demografía
La evolución de la población de Chernígivka entre 1865 y 2022 fue la siguiente:
| 2636                                                          | 8187 | 7489 | 7420 | 8253 | 8645 | 7593 | 6129 | 5813 | 5500 |
| (Fuente: Cities & Towns of Ukraine y UKRAINE: Größere Städte) |      |      |      |      |      |      |      |      |      |

Según el censo de 2001, la lengua materna de la mayoría de los habitantes, el 94,11%, es el ucraniano; del 5,46% es el ruso.

## Infraestructura

### Transporte
La ciudad está ubicada en medio de la estepa póntica, lejos de las principales carreteras y vías férreas. Aun así, Chernígivka está en la carretera nacional M 18-E105.

## Personas ilustres
- Volodímir Horilyi (1965): futbolista soviético y ucraniano que jugó como defensa y entrenador de fútbol profesional.